# Tsjeleken
Tsjeleken, in het Turkmeens Çeleken (in het Russisch Челекен, in het Engels Cheleken), is de naam van een schiereiland en kaap in de provincie Balkan in het westen van Turkmenistan aan de kust van de Kaspische Zee, ten zuiden van de havenstad Türkmenbaşy (Krasnovodsk).

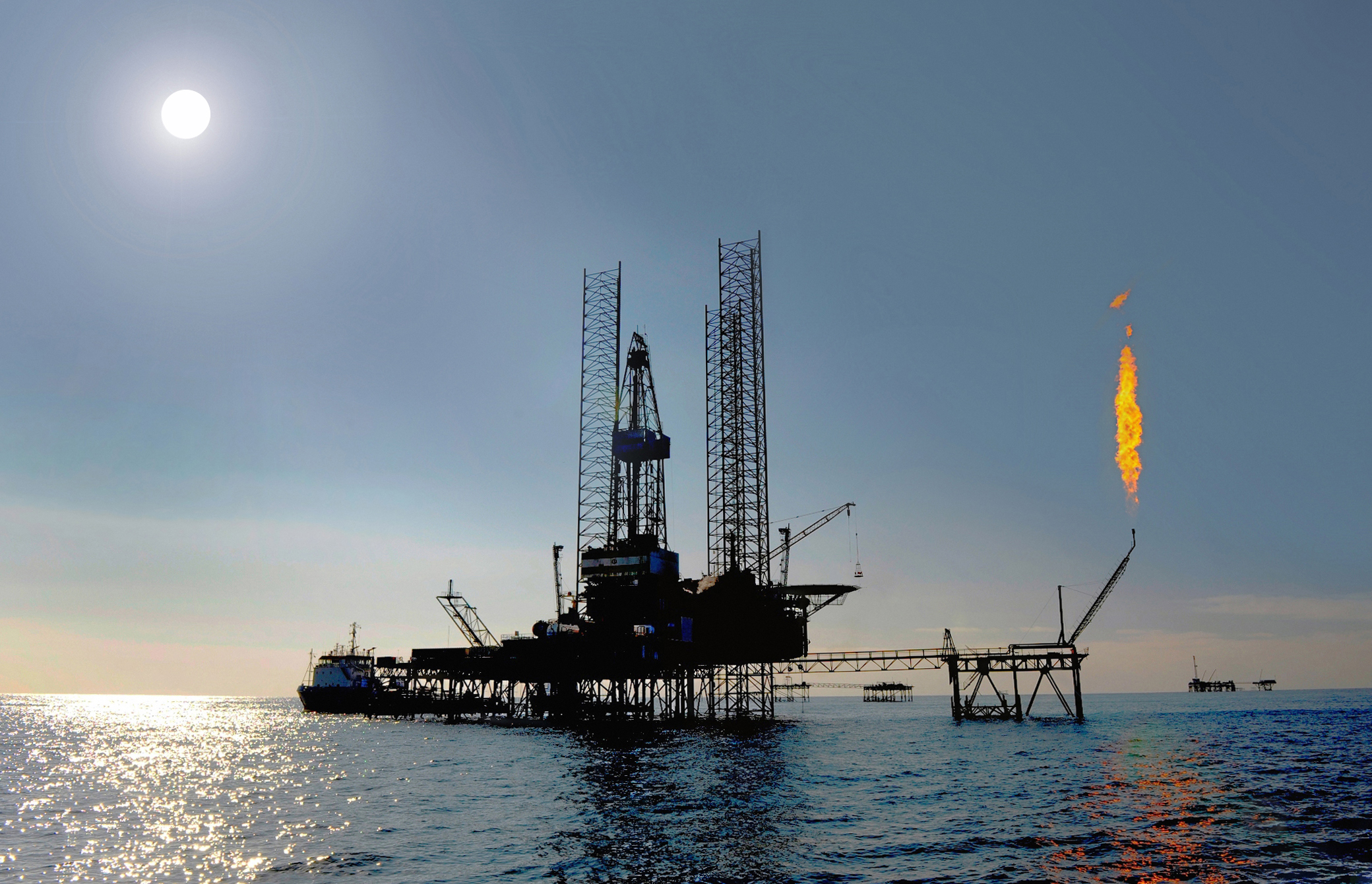
Boorplatform voor oliewinning bij Tsjeleken

Tot de jaren dertig van de twintigste eeuw was het een eiland, maar door daling van de waterstand is het een schiereiland geworden met een oppervlakte van 500 km2.  In zee liggen olievelden. De naam 'Tsjeleken' is een verbastering van de Perzische woord چهلگان, Tsjehelgan, hetgeen betekent "de veertigen".
Tsjeleken was ook de naam van de op het schiereiland gelegen stad die tegenwoordig Hazar heet.